# Unione Sportiva Tempio 1997-1998
Questa voce raccoglie le informazioni riguardanti  l'Unione Sportiva Tempio nelle competizioni ufficiali della stagione 1997-1998.

## Rosa
| N. |                   | Ruolo | Calciatore        |
| -- | ----------------- | ----- | ----------------- |
|    | Italia (bandiera) | C     | Mattia Biso       |
|    | Italia (bandiera) | A     | Antonio Borotzu   |
|    | Italia (bandiera) | C     | Salvatore Carboni |
|    | Italia (bandiera) | A     | Armando Casu      |
|    | Italia (bandiera) | C     | Daniele Fois      |
|    | Italia (bandiera) | D     | Francesco Frau    |
|    | Italia (bandiera) | D     | Mario Giannini    |
|    | Italia (bandiera) | D     | Omar Lepri        |
|    | Italia (bandiera) | A     | Stefano Menchini  |
|    | Italia (bandiera) | A     | Michele Mileddu   |
|    | Italia (bandiera) | D     | Nicolò Napoli     |
|    | Italia (bandiera) | D     | Carlo Nativi      |

| N. |                   | Ruolo | Calciatore                |
| -- | ----------------- | ----- | ------------------------- |
|    | Italia (bandiera) | C     | Matteo Niccolai           |
|    | Italia (bandiera) | D     | Luca Panetto              |
|    | Italia (bandiera) | P     | Manuel Pierangeli         |
|    | Italia (bandiera) | C     | Sebastiano Pinna          |
|    | Italia (bandiera) | C     | Giuseppe Antonio Pittalis |
|    | Italia (bandiera) | C     | Antonio Podda             |
|    | Italia (bandiera) | C     | Luca Rainieri             |
|    | Italia (bandiera) | D     | Gianluca Soggia           |
|    | Italia (bandiera) | A     | Francesco Paolo Tribuna   |
|    | Italia (bandiera) | C     | Leonardo Varchetta        |
|    | Italia (bandiera) | P     | Nicola Visentin           |